# Zoe Collins
Zoe Collins (pseudonimo di Zoe Collumbine; Sheffield, 1943 – 24 gennaio 2008) è stata una cantante britannica.

## Biografia
Il padre, di famiglia di origine abruzzese, è il gestore di un albergo, mentre la mamma è greca; la famiglia le fa studiare pianoforte per dieci anni e danza per tre.
Dotata di una bellissima presenza, inizia l'attività di ballerina entrando nel corpo di ballo delle Bluebell Girls; giunge con loro in Italia nel 1954, e si ferma per una decina d'anni intraprendendo l'attività di cantante jazz, dopo essere stata scoperta da Teddy Reno che le fa incidere i primi 78 giri per l'etichetta di sua proprietà, la CGD.
Ha occasione di esibirsi dal vivo con musicisti come Oscar Valdambrini, Gianni Basso ed Augusto Martelli; i suoi maggiori successi sono Glad rag Doll, Seven Eleven e Bacio cha cha cha (scritto da Franco Cerri, Marcello Minerbi, Bruno ed Augusto Martelli), canzoni che incide anche per l'etichetta Galleria del Corso.
Proprio questi due brani sono quelli che presenta nelle sue apparizioni televisive, ad esempio nel programma Carnet di musica sul primo canale o Alta fedeltà; inoltre di Seven Eleven viene anche realizzato un filmato per il circuito dei Cinebox e dello Scopitone.
Si dedica anche alla composizione, lavorando tra gli altri con Alberto Testa e Giorgio Calabrese.
Ritornata in patria, abbandona l'attività dopo qualche anno; scompare a 65 anni.

## Discografia parziale

### 45 giri
- 1961: Io sono tutto scemo/Amare un italiano (Galleria del Corso, GC 010; solo lato B, lato A cantato da Alvaro Alvisi)
- 1961: Seven Eleven/Bacio cha cha cha (Galleria del Corso, GC 027)